# Diacantharius totonacus
Diacantharius totonacus là một loài tò vò trong họ Ichneumonidae.